# Cheumatopsyche antoniensis
Cheumatopsyche antoniensis là một loài Trichoptera trong họ Hydropsychidae. Chúng phân bố ở miền Cổ bắc.